# Калмашево (Татарстан)
Калма́шево (тат. Калмаш) — деревня в Актанышском районе Республики Татарстан, в составе Чалманаратского сельского поселения.

## География
Деревня находится на реке Шабиз, в 23 км к западу от районного центра — села Актаныш.

## История
В «Списке населенных мест по сведениям 1870 года», изданном в 1877 году, населённый пункт упомянут как деревня Калмаш 1-го стана Мензелинского уезда Уфимской губернии. Располагалась при речке Шабызе, по левую сторону почтового тракта из Мензелинска в Бирск, в 46 верстах от уездного города Мензелинска и в 25 верстах от становой квартиры в деревне Поисева. В деревне, в 78 дворах жили 423 человека (208 мужчин и 215 женщин, тептяри), были мечеть, училище, ветряная мельница. Жители занимались земледелием, скотоводством.

## Население
| 1795 | 1834 | 1859 | 1870 | 1884 | 1908 | 1920 | 1926 | 1938 | 1949 | 1958 | 1970 | 1979 | 1989 | 2002 | 2010 | 2015 |
| ---- | ---- | ---- | ---- | ---- | ---- | ---- | ---- | ---- | ---- | ---- | ---- | ---- | ---- | ---- | ---- | ---- |
| 238  | 255  | 381  | 423  | 511  | 495  | 419  | 253  | 266  | 191  | 171  | 152  | 131  | 79   | 77   | 70   | 60   |

Национальный состав села —  татары.